# Roberto Sciascia
Roberto Sciascia (23 febbraio 1960) è un ex calciatore belga, di ruolo centrocampista.

## Carriera
Dal 1979 al 1983 ha giocato con lo Standard Liegi nella massima serie belga; in particolare, ha giocato le sue prime partite di campionato nella stagione 1981-1982, nella quale è stato spesso titolare ed ha totalizzato 28 presenze, mentre nella stagione successiva è sceso in campo in 2 sole occasioni; nell'arco del suo quadriennio allo Standard ha vinto una Coppa del Belgio e due campionati (i due in cui è sceso in campo), oltre ad una Supercoppa del Belgio e 3 Coppe Piano Karl Rappan consecutive. Milita nella massima serie belga anche nella stagione 1983-1984, con la maglia del Beerschot, con cui scende in campo in 24 occasioni: in totale ha quindi disputato 54 partite nella massima serie belga, senza mai segnare.
Tra il 1984 e il 1986 milita nell'Académica, formazione della prima divisione portoghese.
Nel 1986 si trasferisce in Italia, per giocare nel Vittorio SMC: rimane nella squadra veneta sia nella stagione 1986-1987 che nella stagione 1987-1988, entrambe nel Campionato Interregionale, nelle quali ottiene un undicesimo ed un decimo posto in classifica.

## Palmarès

### Club

#### Competizioni nazionali
- Campionato belga: 2

Standard Liegi: 1981-1982, 1982-1983
- Coppa del Belgio: 1

Standard Liegi: 1980-1981
- Supercoppa del Belgio: 1

Standard Liegi: 1981

#### Competizioni internazionali
- Coppa Piano Karl Rappan: 3

Standard Liegi: 1980, 1981, 1982